# Coleophora serinipennella
Coleophora serinipennella là một loài bướm đêm thuộc họ Coleophoridae. Nó được tìm thấy ở miền nam châu Âu, Bắc Phi, Cận Đông, miền nam Palearctic ecozone (bao gồm Nhật Bản), cũng như New South Wales.
Sải cánh dài 14–17 mm.
Ấu trùng ăn Atriplex, Halimione và Chenopodium species. They make galls in the stems of their host plant.